# Susanna Tamaro
Susanna Tamaro (Trieste, 12 dicembre 1957) è una scrittrice italiana.

## Biografia
Nasce in una famiglia della borghesia triestina; ha un fratello maggiore, Stefano, e uno minore, Lorenzo. La famiglia della madre era di origine ebraica; è inoltre lontana parente dello scrittore Italo Svevo e bisnipote dello storico Attilio Tamaro. Nel 1976 prende il diploma magistrale e poco dopo vince una borsa di studio per frequentare il Centro sperimentale di cinematografia di Roma, città nella quale si trasferisce. Si diploma in regia col cortometraggio d'animazione L'origine del giorno e della notte, tratto da un mito inca.

### L'esordio
Nell'estate del 1977 è aiuto regista di Salvatore Samperi che a Trieste sta girando Ernesto, tratto dall'omonimo libro di Umberto Saba.

### Gli anni ottanta
Negli anni ottanta collabora saltuariamente con la RAI. Non riesce a entrare come regista nella neonata Rai 3 perché il suo diploma del Centro sperimentale non è riconosciuto come laurea. Nel 1981 completa il primo romanzo, Illmitz, edito nel 2014, che malgrado l'apprezzamento di Claudio Magris viene rifiutato dalle case editrici. Nel 1989 partecipa a un'iniziativa della casa editrice Marsilio che vuole lanciare sul mercato una collana di giovani scrittori inediti. La Tamaro riesce a esordire nel mondo della letteratura col suo primo romanzo, La testa fra le nuvole. In questo periodo si ammala di bronchite asmatica, aggravata dallo smog e dall'inquinamento di Roma. Si trasferisce perciò in Umbria, nei dintorni di Orvieto, ospite dell'amica Roberta Mazzoni. In seguito acquisterà un casale a Porano, a pochi chilometri di distanza. Nel 1990 esce sempre per Marsilio Per voce sola, in cui narra in cinque racconti la storia di cinque personaggi indifesi e della loro incapacità di ribellarsi agli eventi della vita. Il libro passa completamente inosservato, ma riceve gli elogi pubblici di Federico Fellini e di Alberto Moravia.

### Gli anni novanta
Nel 1991 si dedica al romanzo per l'infanzia con Cuore di ciccia, pubblicato dalla Mondadori. Nel 1994, sempre rivolto all'infanzia, pubblica Il Cerchio Magico, favola moderna che educa i bambini a smascherare le astuzie dei potenti con la fantasia e l'amore, la poesia e la dolcezza.
Nel 1994, dopo tre anni di silenzio, pubblica il suo più grande successo, il romanzo epistolare Va' dove ti porta il cuore, edito da Baldini & Castoldi. Accolto con freddezza da una parte della critica letteraria, vende oltre 15 milioni di copie in tutto il mondo. Ispirandosi al libro della Tamaro, nel 1996 la regista Cristina Comencini ne trae l'omonimo film, con Virna Lisi e Margherita Buy. Nel 2011, in occasione delle celebrazioni per l'unità d'Italia al Salone del Libro di Torino, Va' dove ti porta il cuore viene inserito fra i 150 «Grandi Libri» che hanno segnato la storia d'Italia.
Nel 1996 inizia a tenere una rubrica sul settimanale Famiglia Cristiana, nella quale affronta realtà solitamente ignorate dai grandi media. Lascia la rubrica nel 1998, raccogliendone però i numeri più salienti nel libro Cara Mathilda - Non vedo l'ora che l'uomo cammini, edito dalle Edizioni Paoline. Nel 1997 ha esordito come autrice di musica, scrivendo insieme a Ron, per Tosca, il brano Nel respiro più grande, presentato al Festival di Sanremo 1997 e giunto in finale. Lo stesso anno pubblica un altro best seller, anche se di respiro minore rispetto al precedente, Anima mundi.
Il 23 settembre del 1998 muore a Roma il padre Giovanni. Inizialmente viene battuta la notizia che sarebbe stato assassinato nel monolocale della scrittrice nel quartiere Gregorio VII. Successivamente sarà accertata la morte per cause naturali dell'uomo.
Nel 1998 la Tamaro scrive il soggetto per la storia a fumetti Paperino e la corsa al best-seller, pubblicata sul periodico Disney Topolino.

### Gli anni duemila
Nel 2000 firma un contratto con la Rizzoli, alla quale cede in parte i diritti di tutte le sue opere precedenti, tra cui quelli miliardari (in lire) di Va' dove ti porta il cuore. Il 16 ottobre dà vita alla Fondazione Tamaro, che cura diverse iniziative e progetti di solidarietà e volontariato. Nel 2001 pubblica la raccolta Rispondimi, costituita da tre racconti, nel 2002 Più fuoco, più vento, nel 2003 Fuori, un'altra raccolta, stavolta di storie di immigrati tenuti ai margini della società.
Nel 2005 produce e realizza il suo primo film, Nel mio amore, tratto dal suo racconto L'inferno non esiste, edito nella raccolta Rispondimi. Il film esce in DVD. Il 27 settembre del 2006 viene pubblicato Ascolta la mia voce, seguito di Va' dove ti porta il cuore. Il libro è di nuovo un successo internazionale, i suoi diritti sono venduti in più di dodici paesi. Nel libro sono contenute dure prese di posizione contro l'eutanasia, l'aborto e l'ingegneria genetica sugli embrioni, la netta condanna del Sessantotto e delle ideologie che ha portato con sé. Nel 2008 esce il romanzo Luisito. Una storia d'amore.

### Gli anni duemiladieci
Nel 2011 pubblica un nuovo romanzo, Per sempre. A gennaio del 2013 esce Ogni angelo è tremendo, pubblicato da Bompiani. Si tratta nel contempo di un'autobiografia e di un romanzo di formazione: infatti, nella protagonista (una bambina che affronta le vicissitudini di un'infanzia difficile) non è difficile riconoscere la stessa Tamaro. Nel marzo del 2013, Susanna Tamaro raccoglie per VandA Editore la sfida di "incrociare gli occhi dell'Agnello", di quel Gesù che è stato "re senza eserciti e senza esecuzioni" e pubblica (ma solo in formato e-book) Via Crucis. Meditazioni e preghiere, dove l'autrice affianca a ogni passo, a ogni singola tappa, una meditazione e un'orazione.
Nei mesi di ottobre, novembre e dicembre 2014 ha tenuto una rubrica quotidiana su Avvenire dal titolo "Cuore pensante".
Nel settembre 2018 esce Il tuo sguardo illumina il mondo, nel quale l'autrice narra la profonda amicizia che la lega a Pierluigi Cappello, poeta friulano scomparso nel 2017. Nel volume, la Tamaro scrive inoltre di essere affetta dalla sindrome di Asperger.

## Posizioni politiche, religiose e sociali
Pur avendo ricevuto all'inizio dei riconoscimenti da parte degli ambienti della sinistra, Susanna Tamaro è divenuta poi oggetto di numerose accuse politiche per via di presunte posizioni anti-comuniste che emergerebbero in Va' dove ti porta il cuore e in Anima mundi, accuse denunciate dal suo editore Alessandro Dalai come una vera e propria campagna di denigrazione. È favorevole alle adozioni per le coppie omosessuali.
In vista delle elezioni politiche del 2008, fu contattata da Giuliano Ferrara affinché si candidasse in Umbria e in Friuli nella sua lista antiabortista "Aborto? No grazie": Susanna Tamaro ha rifiutato la proposta di entrare in politica, pur esprimendo, con una lettera aperta inviata al quotidiano Il Foglio, sostegno all'azione politica di Ferrara.
Ha sottoscritto, insieme ad altri quattrocento intellettuali italiani, il manifesto "Pacato Sì" a sostegno della riforma costituzionale Boschi-Renzi.
È stata spesso molto vicina al mondo cattolico, ha scritto libri di preghiere e ha collaborato con giornali di proprietà della Chiesa o di ordini religiosi. Tuttavia nega di essere cattolica: "Credo in Dio ma non nella ritualità della Chiesa". Si è definita anche "anticlericale e anarchica".
Ha espresso posizioni animaliste, definendo l'industria alimentare della carne come "il grande crimine di questi tempi". La scrittrice si batte contro gli allevamenti intensivi e la crudeltà sugli animali. È particolarmente sensibile, inoltre, alle tematiche ambientali (è iscritta a varie associazioni di tutela) ed è naturalista con interessi di botanica ed entomologia.

## Vita privata
Dal 1988 convive a Porano con la sceneggiatrice e scrittrice di romanzi gialli Roberta Mazzoni, ma entrambe, pur ritenendo la loro coppia "una famiglia", hanno smentito che la loro sia una relazione sentimentale o sessuale, chiamandola "un'amicizia amorosa" o un "rapporto non classificabile". Susanna Tamaro si autodefinisce "eterosessuale al 100%" anche se non portata per la vita di coppia e per la maternità. Ha dichiarato anche di volersi unire civilmente con la sua convivente. Settori del movimento LGBT l'hanno accusata per questo di incoerenza e di nascondersi negando l'evidenza.
È cintura nera terzo Dan di karate, stile Goju Ryu.

## Controversie
- Va' dove ti porta il cuore è stato parodiato in chiave erotico-sessuale da Daniele Luttazzi col libro Va' dove ti porta il clito (Comix, 1995). La Tamaro insistette con Baldini e Castoldi perché querelassero Luttazzi.[26] Dalai definí il libro "pura pornografia", ma la causa fu intentata per plagio, chiedendo il sequestro immediato di tutte le copie del libro dal territorio nazionale.[27] In favore di Luttazzi si pronunciarono Maria Corti, Guido Almansi, Patrizia Violi e Omar Calabrese; per la Tamaro Piergiorgio Bellocchio.[28][29] La Tamaro perse la causa. La sentenza stabilì che l'opera di Luttazzi appartiene "all'antico genere letterario della parodia".[30] La Tamaro fece ricorso ma perse di nuovo.[31]
- Nel marzo 2001 la scrittrice Vera Ciossani, in arte Ippolita Avalli, denunciò la Tamaro, sua ex amica, per plagio, chiedendo alla magistratura di «inibire l'ulteriore distribuzione o diffusione in Italia e all'estero» di Rispondimi, raccolta di racconti pubblicata dalla Rizzoli nel gennaio dello stesso anno con una tiratura di duecentomila copie: il primo racconto del libro era stato ritenuto dalla Avalli frutto di un plagio del proprio romanzo La dea dei baci, edito nel 1997.[32]

## Opere
- La testa fra le nuvole, collana I tascabili Marsilio, 19ª ed., Marsilio, 8 febbraio 1996  [1989], ISBN 9788831763738.
- Per voce sola, Venezia, Marsilio, 1991.
- Cuore di ciccia, Milano, Mondadori, 1992. (libro per l'infanzia)
- Il Cerchio Magico, Milano, Mondadori, 1994. (libro per l'infanzia)
- Va' dove ti porta il cuore, Roma, Baldini & Castoldi, 1994; successivamente, Bompiani.
- Chissene.., Viterbo, Stampa alternativa, 1994.
- Papirofobia, Milano, Mursia, 1994.
- Anima Mundi, Roma, Baldini & Castoldi, 1997.
- Cara Mathilda. Non vedo l'ora che l'uomo cammini, Cinisello Balsamo, San Paolo, 1997.
- Il respiro quieto. Conversazione con Susanna Tamaro, Roma, Baldini & Castoldi, 1997.
- Tobia e l'angelo, Milano, Rizzoli, 1998.
- Verso casa, Milano, Rizzoli, 1999.
- Rispondimi, Milano, Rizzoli, 2001.
- Più fuoco più vento, Milano, Rizzoli, 2002.
- Il castello dei sogni. Storie che parlano al cuore, Milano, Mondadori, 2002. Riunisce Cuore di ciccia, Il Cerchio Magico e Tobia e l'angelo.
- Fuori, Milano, Rizzoli, 2003.
- Ogni parola è un seme, Milano, Rizzoli 2005.
- Ascolta la mia voce, Milano, Rizzoli 2006.
- Baita dei pini, Corriere della Sera, Corti di carta, Racconto, 2007.
- Luisito. Una storia d'amore, Milano, Rizzoli, 2008.
- Il grande albero, Milano, Salani, 2009[33].
- Per sempre, Giunti Editore, 2011.
- L' isola che c'è. Il nostro tempo, l'Italia, i nostri figli, Torino, Lindau, 2011.
- Ogni angelo è tremendo, Bompiani, 2013.
- Via Crucis. Meditazioni e preghiere, Bompiani, 2013.
- Un'infanzia: adattamento teatrale di Adriano Evangelisti, VandA, 2013. (E-book)
- Sulle orme di San Francesco, VandA, 2014. (E-book)
- Illmitz, Bompiani, 2014
- Salta Bart!, Giunti Junior, 2014
- Un cuore pensante, Bompiani, 2015; Solferino, 16 maggio 2023, ISBN 978-8828211426
- La Tigre e l'Acrobata, La nave di Teseo, 2016, ISBN 9788893440622; 24 febbraio 2022, Solferino, ISBN 9788828207955
- Il tuo sguardo illumina il mondo, collana Narratori, Solferino, 20 settembre 2018, ISBN 9788828200628.
- Alzare lo sguardo. Il diritto di crescere, il dovere di educare, collana I Solferini, Solferino, 5 settembre 2019, ISBN 9788828202264.
- Una grande storia d'amore, Solferino, 17 settembre 2020, ISBN 9788828205036.
- Invisibile meraviglia, Solferino, 18 novembre 2021, ISBN 9788828207450.
- I pifferai magici. La spensierata corsa dell'umanità verso l'abisso, Lindau, 24 marzo 2022, ISBN 9788833537399.
- Tornare umani, Solferino, 18 ottobre 2022, ISBN 978-8828211006
- Leopoldo e una montagna di libri, Giunti Editore, 16 novembre 2022, ISBN 978-8809951662
- Tutti abbiamo una stella, Piemme, collana Il Battello a vapore, 28 febbraio 2023, ISBN 978-8856690231
- Il vento soffia dove vuole, Solferino, 6 ottobre 2023, ISBN 9788828212898.
- L'amore di un cane, Solferino, 22 ottobre 2024, ISBN 9788828215851
- La strada che ci porta a casa, Piemme, collana Il Battello a vapore, 2024, ISBN 978-8856697407

## Filmografia

### Regista
- Nel mio amore (2005) - tratto dal racconto L'inferno non esiste contenuto in Rispondimi.

## Riconoscimenti
- 1989 - finalista al Premio Italo Calvino, terza classificata al Premio Rapallo Carige e Premio Elsa Morante per l'opera prima con La testa fra le nuvole
- 1992 - Premio Rapallo Carige con Per voce sola
- 1995 - Premio Cento con Il cerchio magico
- 2013 - Dante d'oro di Bocconi d'Inchiostro - Università Bocconi per l'opera omnia e Premio San Giusto d'Oro con Ogni angelo è tremendo[34]
- 2016 - Premio Strega ragazze e ragazzi con Salta, Bart!
- 2017 - Premio Angelo Narducci[35][36]
- 2019 - Premio letterario nazionale per la donna scrittrice - Premio Speciale della Giuria “Anna Maria Ortese” con Il tuo sguardo illumina il mondo[37]